# Клевакина, Ольга Васильевна
О́льга Миха́йловна Клева́кина (по мужу - Кала́шникова; 4 мая 1962, Солигорск) — советская пловчиха, бронзовый призёр Олимпийских игр. Мастер спорта международного класса. Действующая рекордсменка Белоруссии на дистанции 400 метров комплексным плаванием с 1978 года.

## Карьера
На Олимпиаде в Москве Ольга вместе с Еленой Кругловой, Эльвирой Васильковой и Ириной Аксёновой участвовала в предварительном заплыве комбинированной эстафеты 4×100 метров. В финале Ольгу и Ирину заменили на Аллу Грищенкову и Наталью Струнникову, которые выиграли бронзовую медаль. В плавании вольным стилем на 100 и 200 метров Клевакина стала 4-й, а на 400 метрах 8-й. В эстафете 4×100 метров вольным стилем команда СССР была дисквалифицирована, а в заплыве на 400 метров комплексом Ольга заняла 7-е место.
Участница чемпионата мира 1978 года, четырёхкратная победительница Спартакиады 1979 года.